# 静岡県第7区
静岡県第7区（しずおかけんだい7く）は、日本の衆議院議員総選挙における選挙区である。1994年（平成6年）の公職選挙法改正で静岡県第9区として設置。2002年の公職選挙法改正による区割り改正で、静岡県の衆議院小選挙区が1減となったため、それまでの静岡県第7区が分割され消滅し、それまでの静岡県第9区の名称が新たに静岡県第7区に変更された。そのため、旧静岡県第7区と現在の静岡県第7区は、まったく別個の地域である。

## 区域

### 現在の静岡県第7区
2022年（令和4年）公職選挙法改正以降の区域は以下のとおりである。浜松市の行政区の分割の解消により、3区・8区との間で調整は行われたが、2024年1月1日の浜松市の行政区改編により中央区は再び分割されている。
2024年1月1日の行政区改編後：
- 浜松市
  - 中央区（旧西区・北区域[注釈 1]）
  - 浜名区
  - 天竜区
- 湖西市

2024年1月1日の行政区改編前：
- 浜松市
  - 西区
  - 北区
  - 浜北区
  - 天竜区
- 湖西市

### 2002年から2022年までの静岡県第7区
2013年（平成25年）公職選挙法改正から2022年の小選挙区改定までの区域は以下のとおりである。地名は大きく変わったが、実際の区域には変化がなかった。
- 浜松市
  - 中区の一部（西丘町、花川町）
  - 西区
  - 南区（旧可美村域：高塚町、増楽町、若林町、東若林町）
  - 北区
  - 浜北区
  - 天竜区（旧天竜市・龍山村・佐久間町・水窪町域）
- 湖西市

2002年（平成14年）公職選挙法改正から2013年の小選挙区改定までの区域は以下のとおりである。
- 浜松市の一部
  - 伊左地町、入野町、大久保町、大原町、大人見町、大平台1〜4丁目、大山町、神ケ谷町、神原町、舘山寺町、協和町、呉松町、湖東町、古人見町、桜台1〜6丁目、佐浜町、志都呂町、篠原町、庄内町、庄和町、白洲町、新都田1〜5丁目、増楽町、高塚町、滝沢町、坪井町、豊岡町、西丘町、西鴨江町、西山町、根洗町、初生町、花川町、東三方町、東若林町、平松町、深萩町、馬郡町、三方原町、都田町、三幸町、村櫛町、若林町、和光町、鷲沢町、和地町
- 天竜市
- 浜北市
- 湖西市
- 磐田郡
  - 龍山村
  - 佐久間町
  - 水窪町
- 浜名郡
- 引佐郡

小選挙区の区割りが検討された段階では、8区の佐鳴台（中区）が旧9区で、逆に西丘町・花川町（中区）及び大原町・豊岡町・根洗町・初生町・東三方町・三方原町・三幸町（北区）は8区だった。小選挙区制最初の選挙（第41回）執行前に区割りの見直しを行い、現在の選挙区になった。
9区から7区への名称変更と同時に2001年3月1日に半田山と有玉台（現東区）が住居表示化されたことに伴い一部区割りの見直しが行われ、8区であった初生町の一部（旧有玉西町の区域）が7区へ編入されたが、半田山二・三・五・六丁目の一部（旧東三方町及び初生町の区域）が旧9区から8区に変更された。また、2005年の市町村合併及び2007年の政令指定都市化により、区域内の地名が変更されている。

### 2002年以前の静岡県第9区
1994年（平成6年）公職選挙法改正から2002年の小選挙区改定までの区域は、以下のとおりである。
- 浜松市（西部の8区に属しない区域）
  - 伊左地町、入野町、大久保町、大原町、大人見町、大山町、神ケ谷町、神原町、舘山寺町、協和町、呉松町、湖東町、古人見町、佐浜町、志都呂町、篠原町、庄内町、庄和町、白洲町、新都田1〜5丁目、増楽町、高塚町、滝沢町、坪井町、豊岡町、西丘町、西鴨江町、西山町、根洗町、初生町、花川町、東三方町、東若林町、平松町、深萩町、馬郡町、三方原町、都田町、三幸町、村櫛町、若林町、和光町、鷲沢町、和地町[6][8]
- 天竜市
- 浜北市
- 湖西市
- 磐田郡
  - 龍山村
  - 佐久間町
  - 水窪町
- 浜名郡
- 引佐郡

2005年の市町村合併及び2007年の政令指定都市化により、区域内の地名が変更になっている。
第9区から第7区への名称変更と同時に2001年3月1日に半田山と有玉台（東区）が住居表示化されたことに伴い一部区割りの見直しが行われ、8区であった初生町の一部（旧有玉西町の区域）が7区へ編入されたが、半田山二・三・五・六丁目の一部（旧東三方町及び初生町の区域）が旧9区から8区に変更となった。
小選挙区の区割りが検討された段階では、8区の佐鳴台（中区）が旧9区で、逆に西丘町・花川町（中区）及び大原町・豊岡町・根洗町・初生町・東三方町・三方原町・三幸町（北区）は8区だった。小選挙区制最初の選挙（第41回）執行前に区割りの見直しを行い、現在の選挙区になった。

### 2002年以前の静岡県第7区
2002年（平成14年）公職選挙法改正により廃止。三島市および田方郡の伊豆長岡町・函南町が5区へ、熱海市・伊東市・下田市・賀茂郡・田方郡（伊豆長岡町と函南町を除く）が6区へそれぞれ編入された。
1994年（平成6年）公職選挙法改正から2002年の小選挙区改定までの区域は以下のとおりである。
- 熱海市
- 三島市
- 伊東市
- 下田市
- 賀茂郡
- 田方郡[注釈 2]

## 歴史
旧第9区時代は熊谷弘が当選していたが、第43回で城内実が初当選。城内は郵政選挙であった第44回は刺客・片山さつきに敗れたものの、第45回において片山さつきを破り国政に返り咲き、以降は堅固な地盤を築き上げている。なお、第45回の斉木武志（民主党）、第48回の日吉雄太（立憲民主党）は低惜敗率ながらブロックの恩恵を受けて比例復活している。

## 小選挙区選出議員

### 現在の静岡県第7区（旧静岡県第9区）
| 選挙名                 | 年                 | 当選者     | 党派       | 備考         |
| ---------------------- | ------------------ | ---------- | ---------- | ------------ |
| 第41回衆議院議員総選挙 | 1996年（平成8年）  | 熊谷弘     | 新進党     | ※旧静岡県9区 |
| 第42回衆議院議員総選挙 | 2000年（平成12年） | 熊谷弘     | 民主党     | ※旧静岡県9区 |
| 第43回衆議院議員総選挙 | 2003年（平成15年） | 城内実     | 無所属     |              |
| 第44回衆議院議員総選挙 | 2005年（平成17年） | 片山さつき | 自由民主党 |              |
| 第45回衆議院議員総選挙 | 2009年（平成21年） | 城内実     | 無所属     |              |
| 第46回衆議院議員総選挙 | 2012年（平成24年） | 城内実     | 自由民主党 |              |
| 第47回衆議院議員総選挙 | 2014年（平成26年） | 城内実     | 自由民主党 |              |
| 第48回衆議院議員総選挙 | 2017年（平成29年） | 城内実     | 自由民主党 |              |
| 第49回衆議院議員総選挙 | 2021年（令和3年）  | 城内実     | 自由民主党 |              |
| 第50回衆議院議員総選挙 | 2024年（令和6年）  | 城内実     | 自由民主党 |              |

### 旧静岡県第7区（1996年〜2002年）
| 選挙名                 | 年                 | 当選者   | 党派       | 備考           |
| ---------------------- | ------------------ | -------- | ---------- | -------------- |
| 第41回衆議院議員総選挙 | 1996年（平成8年）  | 木部佳昭 | 自由民主党 | ※旧静岡県第7区 |
| 第42回衆議院議員総選挙 | 2000年（平成12年） | 細野豪志 | 民主党     | ※旧静岡県第7区 |

## 選挙結果

### 現在の静岡県第7区（旧静岡県第9区）
時の内閣：第1次石破内閣 解散日：2024年10月9日 公示日：2024年10月15日
当日有権者数：31万1483人 最終投票率：59.47%（前回比：0.75%） （全国投票率：53.85%（2.08%））
| 当落 | 候補者名   | 年齢 | 所属党派   | 新旧 | 得票数    | 得票率 | 惜敗率 | 推薦・支持 | 重複 |
| ---- | ---------- | ---- | ---------- | ---- | --------- | ------ | ------ | ---------- | ---- |
| 当   | 城内実     | 59   | 自由民主党 | 前   | 115,175票 | 63.28% | ――     | 公明党推薦 | ○    |
|      | 日吉雄太   | 56   | 立憲民主党 | 元   | 54,789票  | 30.10% | 47.57% |            | ○    |
|      | 吉川奈緒子 | 64   | 日本共産党 | 新   | 12,032票  | 6.61%  | 10.45% |            |      |

時の内閣：第1次岸田内閣 解散日：2021年10月14日 公示日：2021年10月19日
当日有権者数：32万8735人 最終投票率：58.72%（前回比：1.28%） （全国投票率：55.93%（2.25%））
| 当落 | 候補者名 | 年齢 | 所属党派   | 新旧 | 得票数    | 得票率 | 惜敗率 | 推薦・支持 | 重複 |
| ---- | -------- | ---- | ---------- | ---- | --------- | ------ | ------ | ---------- | ---- |
| 当   | 城内実   | 56   | 自由民主党 | 前   | 130,024票 | 68.16% | ――     | 公明党推薦 | ○    |
|      | 日吉雄太 | 53   | 立憲民主党 | 前   | 60,726票  | 31.84% | 46.70% |            | ○    |

- 投票結果、開票結果 - 静岡県選挙管理委員会
- 静岡県選挙管理委員会は2021年11月2日、静岡県第7区の当選者を城内実とする告示をした[10]。
- 福村は立憲民主党公認で2区から立候補したが落選。

時の内閣：第3次安倍第3次改造内閣 解散日：2017年9月28日 公示日：2017年10月10日
当日有権者数：33万2724人 最終投票率：60.00%（前回比：1.56%） （全国投票率：53.68%（1.02%））
| 当落 | 候補者名 | 年齢 | 所属党派   | 新旧 | 得票数    | 得票率 | 惜敗率 | 推薦・支持 | 重複 |
| ---- | -------- | ---- | ---------- | ---- | --------- | ------ | ------ | ---------- | ---- |
| 当   | 城内実   | 52   | 自由民主党 | 前   | 129,463票 | 65.81% | ――     | 公明党推薦 | ○    |
|      | 福村隆   | 54   | 希望の党   | 新   | 29,905票  | 15.20% | 23.10% |            | ○    |
| 比当 | 日吉雄太 | 49   | 立憲民主党 | 新   | 26,383票  | 13.41% | 20.38% |            | ○    |
|      | 野沢正司 | 68   | 日本共産党 | 新   | 10,980票  | 5.58%  | 8.48%  |            |      |

- 投票結果、開票結果 - 静岡県選挙管理委員会
- 静岡県選挙管理委員会は2017年10月24日、静岡県第7区の当選者を城内実とする告示をした[11]。
- 中央選挙管理会は2017年10月27日、比例東海ブロックの当選者を日吉雄太を含む21人とする告示をした[12]。
- 野沢は2019年4月の浜松市長選挙に無所属で立候補したが落選。

時の内閣：第2次安倍改造内閣 解散日：2014年11月21日 公示日：2014年12月2日
当日有権者数：32万7260人 最終投票率：58.44%（前回比：6.95%） （全国投票率：52.66%（6.66%））
| 当落 | 候補者名 | 年齢 | 所属党派   | 新旧 | 得票数    | 得票率 | 惜敗率 | 推薦・支持 | 重複 |
| ---- | -------- | ---- | ---------- | ---- | --------- | ------ | ------ | ---------- | ---- |
| 当   | 城内実   | 49   | 自由民主党 | 前   | 132,698票 | 70.93% | ――     | 公明党推薦 | ○    |
|      | 松本泰髙 | 67   | 民主党     | 新   | 37,654票  | 20.13% | 28.38% |            | ○    |
|      | 野沢正司 | 65   | 日本共産党 | 新   | 16,743票  | 8.95%  | 12.62% |            |      |

- 投票結果、開票結果 - 静岡県選挙管理委員会
- 静岡県選挙管理委員会は2014年12月16日、静岡県第7区の当選者を城内実とする告示をした[13]。
- 松本は1995年の第17回参議院議員通常選挙に宮崎県選挙区から、1996年の第41回衆院選に埼玉9区からそれぞれ新進党公認で立候補したが落選。
- 斉木は不出馬、48回は希望の党公認で福井2区から立候補し比例北陸信越ブロックで復活当選。

時の内閣：野田第3次改造内閣 解散日：2012年11月16日 公示日：2012年12月4日
当日有権者数：32万7416人 最終投票率：65.39%（前回比：11.35%） （全国投票率：59.32%（9.96%））
| 当落 | 候補者名 | 年齢 | 所属党派     | 新旧 | 得票数    | 得票率 | 惜敗率 | 推薦・支持       | 重複 |
| ---- | -------- | ---- | ------------ | ---- | --------- | ------ | ------ | ---------------- | ---- |
| 当   | 城内実   | 47   | 自由民主党   | 前   | 125,315票 | 59.60% | ――     | 公明党推薦       | ○    |
|      | 斉木武志 | 38   | 民主党       | 前   | 40,452票  | 19.24% | 32.28% |                  | ○    |
|      | 河合純一 | 37   | みんなの党   | 新   | 29,966票  | 14.25% | 23.91% | 日本維新の会推薦 | ○    |
|      | 落合勝二 | 68   | 日本共産党   | 新   | 7,413票   | 3.53%  | 5.92%  |                  |      |
|      | 野末修治 | 57   | 日本未来の党 | 新   | 7,105票   | 3.38%  | 5.67%  | 新党大地推薦     | ○    |

- 投票結果[リンク切れ]、開票結果[リンク切れ] - 静岡県選挙管理委員会
- 静岡県選挙管理委員会は2012年12月18日、静岡県第7区の当選人を城内実とする告示をした[14]。
- 落合は静岡8区から鞍替え[15]。第47回では再び第8区から出馬し落選。

時の内閣：麻生内閣 解散日：2009年7月21日 公示日：2009年8月18日
当日有権者数：32万6020人 最終投票率：76.74%（前回比：3.15%） （全国投票率：69.28%（1.77%））
| 当落 | 候補者名   | 年齢 | 所属党派   | 新旧 | 得票数    | 得票率 | 惜敗率 | 推薦・支持 | 重複 |
| ---- | ---------- | ---- | ---------- | ---- | --------- | ------ | ------ | ---------- | ---- |
| 当   | 城内実     | 44   | 無所属     | 元   | 129,376票 | 52.09% | ――     |            | ×    |
| 比当 | 斉木武志   | 35   | 民主党     | 新   | 63,116票  | 25.41% | 48.78% |            | ○    |
|      | 片山さつき | 50   | 自由民主党 | 前   | 54,128票  | 21.79% | 41.84% | 公明党推薦 | ○    |
|      | 竹内隆文   | 51   | 幸福実現党 | 新   | 1,764票   | 0.71%  | 1.36%  |            |      |

- 片山は2010年の参議院議員選挙に比例区で当選。

時の内閣：第2次小泉改造内閣 解散日：2005年8月8日 公示日：2005年8月30日
当日有権者数：31万8422人 最終投票率：73.59%（前回比：5.41%） （全国投票率：67.51%（7.65%））
| 当落 | 候補者名   | 年齢 | 所属党派   | 新旧 | 得票数   | 得票率 | 惜敗率 | 推薦・支持 | 重複 |
| ---- | ---------- | ---- | ---------- | ---- | -------- | ------ | ------ | ---------- | ---- |
| 当   | 片山さつき | 46   | 自由民主党 | 新   | 85,168票 | 36.77% | ――     | 公明党推薦 | ○    |
|      | 城内実     | 40   | 無所属     | 前   | 84,420票 | 36.45% | 99.12% |            | ×    |
|      | 阿部卓也   | 38   | 民主党     | 新   | 62,039票 | 26.78% | 72.84% |            | ○    |

- 投票結果[16]、開票結果[17]
- 静岡県選挙管理委員会は2005年9月13日、静岡県第7区の当選者を片山さつきとする告示をした[18]。
- 阿部は2007年に静岡県議会議員選挙（浜松市浜北区選挙区）に当選（以降連続4期当選）。

時の内閣：第1次小泉第2次改造内閣 解散日：2003年10月10日 公示日：2003年10月28日
当日有権者数：31万4682人 最終投票率：68.18%（前回比：1.45%） （全国投票率：59.86%（2.63%））
| 当落 | 候補者名   | 年齢 | 所属党派   | 新旧 | 得票数   | 得票率 | 惜敗率 | 推薦・支持                 | 重複 |
| ---- | ---------- | ---- | ---------- | ---- | -------- | ------ | ------ | -------------------------- | ---- |
| 当   | 城内実     | 38   | 無所属     | 新   | 98,877票 | 46.78% | ――     | 自由民主党静岡県連支援     | ×    |
|      | 熊谷弘     | 63   | 保守新党   | 前   | 58,932票 | 27.88% | 59.60% | 自由民主党本部・公明党推薦 |      |
|      | 樋口美智子 | 48   | 民主党     | 新   | 43,779票 | 20.71% | 44.28% |                            | ○    |
|      | 森島倫生   | 54   | 日本共産党 | 新   | 9,791票  | 4.63%  | 9.90%  |                            |      |

- 投票結果[19]、開票結果[20]
- 静岡県選挙管理委員会は2003年11月11日、静岡県第7区の当選者を城内実とする告示をした[21]。
- 表向きの与党候補は熊谷だったが、城内は自民党県連の応援を受けるなど事実上の自民党候補だった。

時の内閣：第1次森内閣 解散日：2000年6月2日 公示日：2000年6月13日
当日有権者数：30万6520人 最終投票率：69.63%（前回比：3.68%） （全国投票率：62.49%（2.84%））
| 当落 | 候補者名 | 年齢 | 所属党派   | 新旧 | 得票数   | 得票率 | 惜敗率 | 推薦・支持           | 重複 |
| ---- | -------- | ---- | ---------- | ---- | -------- | ------ | ------ | -------------------- | ---- |
| 当   | 熊谷弘   | 60   | 民主党     | 前   | 96,839票 | 46.12% | ――     |                      |      |
|      | 鈴井愼一 | 51   | 自由民主党 | 新   | 93,304票 | 44.44% | 96.35% | 公明党・保守新党推薦 |      |
|      | 大石悦子 | 51   | 日本共産党 | 新   | 19,826票 | 9.44%  | 20.47% |                      |      |

- 投票結果[22]、開票結果[23]
- 静岡県選挙管理委員会は2000年6月27日、静岡県第9区の当選者を熊谷弘とする告示をした[24]。

時の内閣：第1次橋本内閣 解散日：1996年9月27日 公示日：1996年10月8日
当日有権者数：29万5841人 最終投票率：65.95%（前回比：8.41%） （全国投票率：59.65%（8.11%））
| 当落 | 候補者名 | 年齢 | 所属党派   | 新旧 | 得票数   | 得票率 | 惜敗率 | 推薦・支持 | 重複 |
| ---- | -------- | ---- | ---------- | ---- | -------- | ------ | ------ | ---------- | ---- |
| 当   | 熊谷弘   | 56   | 新進党     | 前   | 99,151票 | 52.07% | ――     |            |      |
|      | 鈴井愼一 | 47   | 自由民主党 | 新   | 70,063票 | 36.79% | 70.66% |            | ○    |
|      | 大石悦子 | 47   | 日本共産党 | 新   | 21,219票 | 11.14% | 21.40% |            |      |

- 投票結果[25]、開票結果[26]
- 静岡県選挙管理委員会は1996年10月22日、静岡県第9区の当選者を熊谷弘とする告示をした[27]。

### 旧静岡県第7区（1996年-2002年）
2002年に区割りが変更される前の静岡県7区の結果を以下に示す。
時の内閣：第1次森内閣 解散日：2000年6月2日 公示日：2000年6月13日
当日有権者数：36万1567人 最終投票率：68.22%（前回比：6.44%） （全国投票率：62.49%（2.84%））
| 当落 | 候補者名 | 年齢 | 所属党派   | 新旧 | 得票数   | 得票率 | 惜敗率 | 推薦・支持   | 重複 |
| ---- | -------- | ---- | ---------- | ---- | -------- | ------ | ------ | ------------ | ---- |
| 当   | 細野豪志 | 28   | 民主党     | 新   | 73,044票 | 30.34% | ――     |              | ○    |
|      | 木部佳昭 | 74   | 自由民主党 | 前   | 56,825票 | 23.60% | 77.80% | 保守新党推薦 | ○    |
|      | 栗原裕康 | 51   | 無所属     | 前   | 51,625票 | 21.44% | 70.68% |              | ×    |
|      | 松本義廣 | 49   | 無所属     | 新   | 39,685票 | 16.48% | 54.33% |              | ×    |
|      | 宮城島正 | 52   | 日本共産党 | 新   | 18,252票 | 7.58%  | 24.99% |              |      |
|      | 志良以榮 | 63   | 自由連合   | 新   | 1,313票  | 0.55%  | 1.80%  |              |      |

- 投票結果[28]、開票結果[29]
- 静岡県選挙管理委員会は2000年6月27日、静岡県第7区の当選者を細野豪志とする告示をした[24]。
- 細野は区割り再編後は5区で活動。栗原は41・43回は6区で活動（自民党）。この選挙では公認争いに敗れ無所属で立候補。

時の内閣：第1次橋本内閣 解散日：1996年9月27日 公示日：1996年10月8日
当日有権者数：35万6361人 最終投票率：61.78%（前回比：7.39%） （全国投票率：59.65%（8.11%））
| 当落 | 候補者名 | 年齢 | 所属党派   | 新旧 | 得票数   | 得票率 | 惜敗率 | 推薦・支持 | 重複 |
| ---- | -------- | ---- | ---------- | ---- | -------- | ------ | ------ | ---------- | ---- |
| 当   | 木部佳昭 | 70   | 自由民主党 | 前   | 90,317票 | 42.92% | ――     |            | ○    |
|      | 小池政臣 | 56   | 無所属     | 新   | 78,355票 | 37.24% | 86.76% |            | ×    |
|      | 渡辺浩美 | 36   | 日本共産党 | 新   | 23,925票 | 11.37% | 26.49% |            |      |
|      | 菊地董   | 54   | 社会民主党 | 新   | 17,814票 | 8.47%  | 19.72% |            | ○    |

- 投票結果[25]、開票結果[30]
- 静岡県選挙管理委員会は1996年10月22日、静岡県第7区の当選者を木部佳昭とする告示をした[27]。
- 小池は1998年に三島市長選挙に立候補し当選。
- 菊池は、前島秀行の死去により2000年2月に繰上当選。42回では静岡5区に立候補し、落選。